# Udo Wagner
Udo Wagner, född den 2 november 1963 i Bautzen, Tyskland, är en tysk fäktare som tog OS-guld i herrarnas lagtävling i florett i samband med de olympiska fäktningstävlingarna 1992 i Barcelona.